# Fello Star
O Fello Star é um clube de futebol com sede em Labé, Guiné. A equipe compete no Campeonato Guineano de Futebol.

## História
O clube foi fundado em 1988.